# 宇高勲

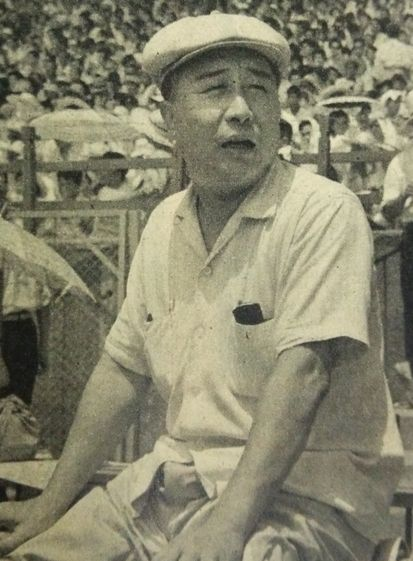
1956年

宇高 勲（うだか いさお、1907年 - 1979年12月26日）は日本の実業家、プロ野球球団経営者・スカウト。

## 略歴・人物
1907年（明治40年）和歌山県生まれ。父親は鉄道省勤務。早稲田大学理工科卒業。大学卒業後単身中華民国青島市に渡り、貿易業に従事した。ここで得た利益をもとに帰国後、兵庫県神戸市で貿易商を営む傍ら、大阪市で旋盤工場を経営した。この時期に戦況の激化を考慮し、兵庫県尼崎市に電線工場を購入した。1944年（昭和19年）応召。応召期間中に大阪の旋盤工場は空襲で焼失したが、尼崎の電線工場は焼け残ったため、第二次世界大戦後、自動車クラクションの製造を開始した。この自動車部品製造会社、宇高産業は成功を収め、巨額の利益をあげた。
1946年プロ野球が復活すると大変な人気を集めたため、多くの実業家がプロ野球に乗り出そうと考えた。宇高もその一人で同年、日本に当時すでに存在した日本野球連盟に加入を申し入れたが拒否された。しかし会長の鈴木龍二から「アメリカの2リーグを倣いもうひとつのリーグ創設はどうか」と勧められ1947年、これとは独立したプロ野球機構組織、国民野球連盟（国民リーグ）を設立した。そして自らも宇高レッドソックスのオーナーとして参画、また財力にモノをいわせ日本野球連盟のスター選手獲得に動いた。1946年に優勝したグレートリングは山本一人（鶴岡一人）以外は全員に声をかけたといわれる。これに目をつけた国税庁による強制査察を受け、その結果として未納分の税金と追徴課税のため、社業が傾いた。宇高は1947年夏季シーズンを最後に、チームを熊谷組に売却した。また、リーグ会長も大塚アスレチックスのオーナーである洋傘部品製造の大塚製作所代表、大塚幸之助にその座を譲った。しかしながら国民リーグはその年限りで解体、レッドソックスも解散することとなった。
その後、国民リーグ時代の人間関係を活かし、社業に励む傍ら阪急ブレーブス、西日本パイレーツなど複数の球団のスカウト業務を行い、引き抜きを行った。1949年になると自社、宇高産業を整理し、西日本パイレーツの専任スカウトとして就任、翌年球団合併により西鉄ライオンズへと移った。球団との確執から抜き差しならない事態（いわゆる『大下騒動』）となっていた東急フライヤーズの大下弘の移籍を成立させたほか、新人では豊田泰光、稲尾和久をはじめ数多くの選手を入団させた。特に大下とは公私にわたって信頼関係を築き、大下が没した際には葬儀委員長も務めている。
1961年、国鉄スワローズ（1965年途中からサンケイスワローズ、1966年からサンケイアトムズ）に移籍してスカウト業務を行い、定年後の1967年、球団オーナー顧問に就任した。1979年に72歳で没した。